# Noius oceanicus
Noius oceanicus is een insect uit de familie van de bruine gaasvliegen (Hemerobiidae), die tot de orde netvleugeligen (Neuroptera) behoort. 
Noius oceanicus is voor het eerst wetenschappelijk beschreven door Navás in 1929.